# Liste de jeux de la Console virtuelle de la Nintendo 3DS (Japon)
Cet article est une liste de jeux de la Console virtuelle de la Nintendo 3DS au Japon. Au Japon, la Console virtuelle de la Nintendo 3DS accueille 291 jeux classiques réédités.
Les titres des jeux sont indiqués en japonais.

## Titres disponibles
Les 279 jeux suivants sont les titres actuellement disponibles sur la Console virtuelle de la Nintendo 3DS au Japon.

### Game Boy
70 titres initialement sortis sur Game Boy sont disponibles.
| Titre                                                       | Éditeur,           | Date de sortie    | CERO |
| ----------------------------------------------------------- | ------------------ | ----------------- | ---- |
| Baseball                                                    | Nintendo           | 7 juin 2011       | A    |
| Downtown Special: Kunio-kun no Jidaigeki da yo Zenin Shūgō! | Arc System Works   | 7 juin 2011       | A    |
| Hoshi no Kirby                                              | Nintendo           | 7 juin 2011       | A    |
| Phantasm                                                    | Jaleco             | 7 juin 2011       | A    |
| Rockman World                                               | Capcom             | 7 juin 2011       | A    |
| Super Mario Land                                            | Nintendo           | 7 juin 2011       | A    |
| Donkey Kong                                                 | Nintendo           | 15 juin 2011      | A    |
| Ikari no Yōsai                                              | Jaleco             | 15 juin 2011      | B    |
| Qix                                                         | Nintendo           | 15 juin 2011      | A    |
| Double Dragon                                               | Arc System Works   | 22 juin 2011      | B    |
| Game Boy Gallery                                            | Nintendo           | 22 juin 2011      | A    |
| Golf                                                        | Nintendo           | 29 juin 2011      | A    |
| Red Arremer: Makaimura Gaiden                               | Capcom             | 29 juin 2011      | A    |
| Takahashi Meijin no Bōken Jima II                           | Hudson Soft/Konami | 13 juillet 2011   | A    |
| Tennis                                                      | Nintendo           | 20 juillet 2011   | A    |
| Dr. Mario                                                   | Nintendo           | 27 juillet 2011   | A    |
| Pitman                                                      | ASK                | 27 juillet 2011   | A    |
| Alleyway                                                    | Nintendo           | 3 août 2011       | A    |
| Nekketsu Kōkō Dodgeball Bu: Kyōteki! Dōkyū Senshi no Maki   | Arc System Works   | 3 août 2011       | A    |
| Heracles no Eikō: Ugokidashita Kamigami                     | Paon               | 24 août 2011      | A    |
| Zoids Densetsu                                              | Takara Tomy        | 31 août 2011      | A    |
| Side Pocket                                                 | G-Mode             | 7 septembre 2011  | A    |
| BurgerTime Deluxe                                           | G-Mode             | 14 septembre 2011 | A    |
| Mario no Picross                                            | Nintendo           | 21 septembre 2011 | A    |
| Metroid II: Return of Samus                                 | Nintendo           | 28 septembre 2011 | A    |
| Radar Mission                                               | Nintendo           | 5 octobre 2011    | A    |
| Super Mario Land 2: Muttsu no Kinka                         | Nintendo           | 12 octobre 2011   | A    |
| Kirby no Block Ball                                         | Nintendo           | 26 octobre 2011   | A    |
| Lock 'n' Chase                                              | G-Mode             | 2 novembre 2011   | A    |
| Bikkuri Nekketsu Shin Kiroku! Dokodemo Kin Medal            | Arc System Works   | 9 novembre 2011   | A    |
| Bionic Commando                                             | Capcom             | 16 novembre 2011  | A    |
| Trip World                                                  | Sunsoft            | 30 novembre 2011  | A    |
| Selection: Erabareshi Mono                                  | Kemco              | 7 décembre 2011   | A    |
| Super Mario Land 3: Wario Land                              | Nintendo           | 14 décembre 2011  | A    |
| Ikari no Yōsai 2                                            | Hamster            | 11 janvier 2012   | B    |
| Oira JaJaMaru! Sekai Daibōken                               | Hamster            | 18 janvier 2012   | A    |
| Nekketsu! Beach Volley da yo: Kunio-kun                     | Arc System Works   | 25 janvier 2012   | A    |
| Kid Icarus: Of Myths and Monsters                           | Nintendo           | 8 février 2012    | A    |
| Hoshi no Kirby 2                                            | Nintendo           | 15 février 2012   | A    |
| Quarth                                                      | Konami             | 22 février 2012   | A    |
| Ganbare Goemon: Kurofune Tō no Nazo                         | Konami             | 7 mars 2012       | A    |
| Dracula Densetsu                                            | Konami             | 14 mars 2012      | A    |
| Game Boy Gallery 2                                          | Nintendo           | 21 mars 2012      | A    |
| Tumblepop                                                   | G-Mode             | 11 avril 2012     | A    |
| Downtown Nekketsu Kōshinkyoku: Dokodemo Daiundōkai          | Arc System Works   | 16 mai 2012       | A    |
| Kirby no Kirakira Kizzu                                     | Nintendo           | 23 mai 2012       | A    |
| Selection II: Ankoku no Fūin                                | Kemco              | 13 juin 2012      | A    |
| TwinBee Da!!                                                | Konami             | 20 juin 2012      | A    |
| Ganbare Goemon: Sarawareta Ebisumaru!                       | Konami             | 27 juin 2012      | A    |
| Bomberman GB 3                                              | Konami             | 11 juillet 2012   | A    |
| Pri Pri Primitive Princess!                                 | Sunsoft            | 18 juillet 2012   | A    |
| Nekojara Monogatari                                         | Kemco              | 25 juillet 2012   | A    |
| Nekketsu Kōkō Soccer Bu: World Cup Hen                      | Arc System Works   | 1er août 2012     | A    |
| Nekketsu Kōha Kunio-kun: Bangai Rantō Hen                   | Arc System Works   | 8 août 2012       | A    |
| Kirby no Pinball                                            | Nintendo           | 29 août 2012      | A    |
| Kaeru no Tame ni Kane wa Naru                               | Nintendo           | 5 septembre 2012  | A    |
| Picross 2                                                   | Nintendo           | 24 octobre 2012   | A    |
| Mogurānya                                                   | Nintendo           | 7 novembre 2012   | A    |
| Pinball: 66 Hiki no Wani Daikōshin                          | HAL Laboratory     | 9 janvier 2013    | A    |
| Rockman World 2                                             | Capcom             | 25 septembre 2013 | A    |
| Rockman World 3                                             | Capcom             | 9 octobre 2013    | A    |
| Rockman World 4                                             | Capcom             | 23 octobre 2013   | A    |
| Rockman World 5                                             | Capcom             | 6 novembre 2013   | A    |
| Yoshi no Panepon                                            | Nintendo           | 11 décembre 2013  | A    |
| Super Donkey Kong GB                                        | Nintendo           | 2 avril 2014      | A    |
| Donkey Kong Land: Diddy's Kong Quest                        | Nintendo           | 16 avril 2014     | A    |
| Pocket Monsters Blue                                        | Nintendo           | 27 février 2016   | A    |
| Pocket Monsters Green                                       | Nintendo           | 27 février 2016   | A    |
| Pocket Monsters Pikachu                                     | Nintendo           | 27 février 2016   | A    |
| Pocket Monsters Red                                         | Nintendo           | 27 février 2016   | A    |

1. ↑  À l'origine inédit au Japon.

### Game Boy Color
23 titres initialement sortis sur Game Boy Color sont disponibles.
| Titre                                                | Éditeur    | Date de sortie    | CERO |
| ---------------------------------------------------- | ---------- | ----------------- | ---- |
| Zelda no Densetsu: Yume o Miru Shima DX              | Nintendo   | 8 juin 2011       | B    |
| Trade and Battle: Card Hero                          | Nintendo   | 10 août 2011      | A    |
| Balloon Fight GB                                     | Nintendo   | 19 octobre 2011   | A    |
| Metafight EX                                         | Sunsoft    | 22 novembre 2011  | A    |
| Wario Land 2: Nusumareta Zaihō                       | Nintendo   | 4 avril 2012      | A    |
| Megami Tensei Gaiden: Last Bible                     | Atlus      | 25 avril 2012     | A    |
| Wario Land 3: Fushigi na Orgel                       | Nintendo   | 2 mai 2012        | A    |
| Koto Battle: Tengai no Moribito                      | AlphaDream | 30 mai 2012       | A    |
| Rayman: Mister Dark no Wana                          | Ubisoft    | 25 juillet 2012   | A    |
| Megami Tensei Gaiden: Last Bible II                  | Atlus      | 12 septembre 2012 | A    |
| Mario Golf GB                                        | Nintendo   | 3 octobre 2012    | A    |
| Zelda no Densetsu: Fushigi no Kinomi - Daichi no Shō | Nintendo   | 27 février 2013   | A    |
| Zelda no Densetsu: Fushigi no Kinomi - Jikū no Shō   | Nintendo   | 27 février 2013   | A    |
| Mario Tennis GB                                      | Nintendo   | 26 juin 2013      | A    |
| Shin Megami Tensei: Devil Children - Aka no Shō      | Atlus      | 13 novembre 2013  | A    |
| Shin Megami Tensei: Devil Children - Kuro no Shō     | Atlus      | 13 novembre 2013  | A    |
| Rockman X: Cyber Mission                             | Capcom     | 4 décembre 2013   | A    |
| Rockman X2: Soul Eraser                              | Capcom     | 25 décembre 2013  | A    |
| Donkey Kong GB: Dinky Kong and Dixie Kong            | Nintendo   | 7 mai 2014        | A    |
| Pokémon Card GB                                      | Nintendo   | 24 décembre 2014  | A    |
| Pokémon Gold                                         | Nintendo   | 22 septembre 2017 | A    |
| Pokémon Silver                                       | Nintendo   | 22 septembre 2017 | A    |
| Pokémon Crystal                                      | Nintendo   | 26 janvier 2018   | A    |

### Game Gear
22 titres initialement sortis sur Game Gear sont disponibles.
| Titre                                           | Éditeur | Date de sortie    | CERO |
| ----------------------------------------------- | ------- | ----------------- | ---- |
| Dragon Crystal: Tsurani no Meikyū               | Sega    | 14 mars 2012      | A    |
| Sonic and Tails 2                               | Sega    | 14 mars 2012      | A    |
| The G.G. Shinobi                                | Sega    | 14 mars 2012      | B    |
| G Sonic                                         | Sega    | 18 avril 2012     | A    |
| Sonic Labyrinth                                 | Sega    | 16 mai 2012       | A    |
| In the Wake of Vampire                          | SIMS    | 27 juin 2012      | B    |
| Shadam Crusader: Harukanaru Ōkoku               | Sega    | 18 juillet 2012   | A    |
| Columns                                         | Sega    | 8 août 2012       | A    |
| G-LOC: Air Battle                               | Sega    | 26 septembre 2012 | A    |
| Sonic the Hedgehog 2                            | Sega    | 31 octobre 2012   | A    |
| Sonic Drift 2                                   | Sega    | 14 novembre 2012  | A    |
| Puyo Puyo                                       | Sega    | 30 janvier 2013   | A    |
| Ariel: Crystal Densetsu                         | Sega    | 6 février 2013    | A    |
| Tails Adventure                                 | Sega    | 3 avril 2013      | A    |
| Nazo Puyo                                       | Sega    | 25 septembre 2013 | A    |
| Shining Force Gaiden: Ensei - Jashin no Kuni he | Sega    | 2 octobre 2013    | A    |
| Nazo Puyo 2                                     | Sega    | 23 octobre 2013   | A    |
| Shining Force Gaiden II: Jashin no Kakusei      | Sega    | 6 novembre 2013   | A    |
| Nazo Puyo: Aruru no Rū                          | Sega    | 20 novembre 2013  | A    |
| Sonic the Hedgehog                              | Sega    | 4 décembre 2013   | A    |
| Puyo Puyo Tsu                                   | Sega    | 25 décembre 2013  | A    |
| Shining Force Gaiden: Final Conflict            | Sega    | 15 janvier 2014   | A    |

### Famicom
111 titres initialement sortis sur Famicom sont disponibles.
| Titre                                                         | Éditeur,                   | Date de sortie    | CERO |
| ------------------------------------------------------------- | -------------------------- | ----------------- | ---- |
| Zelda no Densetsu 1                                           | Nintendo                   | 22 décembre 2011  | A    |
| Super Mario Bros.                                             | Nintendo                   | 5 janvier 2012    | A    |
| Punch-Out!!                                                   | Nintendo                   | 1er février 2012  | A    |
| Metroid                                                       | Nintendo                   | 29 février 2012   | A    |
| Donkey Kong Jr.                                               | Nintendo                   | 18 avril 2012     | A    |
| Zelda no Densetsu 2: Link no Bōken                            | Nintendo                   | 6 juin 2012       | A    |
| Ice Climber                                                   | Nintendo                   | 4 juillet 2012    | A    |
| Rockman                                                       | Capcom                     | 18 juillet 2012   | A    |
| Super Mario Bros. 2                                           | Nintendo                   | 25 juillet 2012   | A    |
| Fire Emblem: Ankoku Ryū to Hikari no Tsurugi                  | Nintendo                   | 1er août 2012     | A    |
| Rockman 2: Dr. Wily no Nazo                                   | Capcom                     | 8 août 2012       | A    |
| Mario Open Golf                                               | Nintendo                   | 10 août 2012      | A    |
| Balloon Fight                                                 | Nintendo                   | 22 août 2012      | A    |
| Yoshi no Tamago                                               | Nintendo                   | 22 août 2012      | A    |
| Ninja Ryūkenden                                               | Koei Tecmo                 | 29 août 2012      | A    |
| Chō Wakusei Senki: Metafight                                  | Sunsoft                    | 5 septembre 2012  | A    |
| Salada no Kuni no Tomato Hime                                 | Konami                     | 19 septembre 2012 | A    |
| Wrecking Crew                                                 | Nintendo                   | 19 septembre 2012 | A    |
| Mighty Bomb Jack                                              | Koei Tecmo                 | 26 septembre 2012 | A    |
| Rockman 3: Dr Wily no Saigo!?                                 | Capcom                     | 26 septembre 2012 | A    |
| Dig Dug                                                       | Bandai Namco Entertainment | 3 octobre 2012    | A    |
| Super Contra                                                  | Konami                     | 10 octobre 2012   | A    |
| Akumajō Dracula                                               | Konami                     | 17 octobre 2012   | A    |
| Donkey Kong                                                   | Nintendo                   | 17 octobre 2012   | A    |
| Rockman 4: Arata Naru Yabō!!                                  | Capcom                     | 17 octobre 2012   | A    |
| Ninja Jajamaru-kun                                            | Hamster                    | 31 octobre 2012   | A    |
| Rockman 5: Blues no Wana!?                                    | Capcom                     | 14 novembre 2012  | A    |
| Star Soldier                                                  | Konami                     | 14 novembre 2012  | A    |
| Pac-Man                                                       | Bandai Namco Entertainment | 21 novembre 2012  | A    |
| Downtown Nekketsu Monogatari                                  | Arc System Works           | 28 novembre 2012  | A    |
| Super Mario USA                                               | Nintendo                   | 28 novembre 2012  | A    |
| Solomon no Kagi                                               | Koei Tecmo                 | 5 décembre 2012   | A    |
| Rockman 6: Shijō Saidai no Tatakai!!                          | Capcom                     | 12 décembre 2012  | A    |
| Summer Carnival '92: Recca                                    | Kaga Denshi                | 12 décembre 2012  | A    |
| Druaga no Tō (The Tower of Druaga)                            | Bandai Namco Entertainment | 19 décembre 2012  | A    |
| Spelunker                                                     | Tozai Games                | 19 décembre 2012  | A    |
| Famicom Wars                                                  | Nintendo                   | 26 décembre 2012  | A    |
| Meikyū Kumikyoku: Milon no Daibōken                           | Konami                     | 26 décembre 2012  | A    |
| Super Mario Bros. 3                                           | Nintendo                   | 1er janvier 2013  | A    |
| Metal Max                                                     | Enterbrain                 | 9 janvier 2013    | A    |
| City Connection                                               | Hamster                    | 16 janvier 2013   | A    |
| Bikkuri Nekketsu Shin Kiroku! Harukanaru Kin Medal            | Arc System Works           | 23 janvier 2013   | A    |
| Madoola no Tsubasa                                            | Sunsoft                    | 30 janvier 2013   | A    |
| Double Dragon                                                 | Arc System Works           | 6 février 2013    | A    |
| Ikki                                                          | Sunsoft                    | 13 février 2013   | A    |
| Makaimura                                                     | Capcom                     | 13 février 2013   | A    |
| Getsu Fūma Den                                                | Konami                     | 20 février 2013   | A    |
| Salamander                                                    | Konami                     | 20 février 2013   | A    |
| Ganbare Goemon! Karakuri Dōchū                                | Konami                     | 6 mars 2013       | A    |
| Nekketsu Kōkō Dodgeball Bu                                    | Arc System Works           | 6 mars 2013       | A    |
| Challenger                                                    | Konami                     | 13 mars 2013      | A    |
| Dragon Buster                                                 | Bandai Namco Entertainment | 19 mars 2013      | A    |
| Sugoro Quest: Dice no Senshi Tachi                            | Arc System Works           | 19 mars 2013      | A    |
| Donkey Kong 3                                                 | Nintendo                   | 27 mars 2013      | A    |
| Dracula II: Noroi no Fūin                                     | Konami                     | 27 mars 2013      | A    |
| Fire Emblem Gaiden                                            | Nintendo                   | 3 avril 2013      | A    |
| Nekketsu Kōha Kunio-kun                                       | Arc System Works           | 3 avril 2013      | A    |
| Ripple Island                                                 | Sunsoft                    | 10 avril 2013     | A    |
| Sky Kid                                                       | Bandai Namco Entertainment | 10 avril 2013     | A    |
| Devil World                                                   | Nintendo                   | 17 avril 2013     | A    |
| Famicom Tantei Club: Kieta Kōkeisha (Zengohen)                | Nintendo                   | 24 avril 2013     | A    |
| Takahashi Meijin no Bōken Jima II                             | Konami                     | 24 avril 2013     | A    |
| Famicom Tantei Club Part II: Ushiro ni Tatsu Shōjo (Zengohen) | Nintendo                   | 1er mai 2013      | C    |
| Field Combat                                                  | Hamster                    | 1er mai 2013      | A    |
| Gradius                                                       | Konami                     | 8 mai 2013        | A    |
| Mario Bros.                                                   | Nintendo                   | 8 mai 2013        | A    |
| Moero!! Pro Yakyū                                             | Hamster                    | 15 mai 2013       | A    |
| Galaga                                                        | Bandai Namco Entertainment | 22 mai 2013       | A    |
| Nekketsu Kōkō Dodgeball Bu: Soccer Hen                        | Arc System Works           | 22 mai 2013       | A    |
| Double Dragon II: The Revenge                                 | Arc System Works           | 29 mai 2013       | B    |
| Wario no Mori                                                 | Nintendo                   | 29 mai 2013       | A    |
| Famicom Mukashibanashi: Shin Onigashima (Zengohen) )          | Nintendo                   | 5 juin 2013       | A    |
| Ganbare Goemon Gaiden: Kieta Ōgon Kiseru                      | Konami                     | 5 juin 2013       | A    |
| Clu Clu Land: Welcome to New Clu Clu Land                     | Nintendo                   | 12 juin 2013      | A    |
| Downtown Nekketsu Kōshinkyoku: Soreyuke Daiundōkai            | Arc System Works           | 12 juin 2013      | A    |
| Tsuppari Ōzumō                                                | Koei Tecmo                 | 19 juin 2013      | A    |
| Yie Ar Kung-Fu                                                | Konami                     | 19 juin 2013      | A    |
| Nazo no Murasame Jō                                           | Nintendo                   | 3 juillet 2013    | A    |
| Downtown Special: Kunio-kun no Jidaigeki da yo Zenin Shūgō!   | Arc System Works           | 10 juillet 2013   | A    |
| Esper Dream                                                   | Konami                     | 10 juillet 2013   | A    |
| Mach Rider                                                    | Nintendo                   | 17 juillet 2013   | A    |
| Nuts and Milk                                                 | Konami                     | 17 juillet 2013   | A    |
| Hebereke                                                      | Sunsoft                    | 24 juillet 2013   | A    |
| Battle City                                                   | Bandai Namco Entertainment | 31 juillet 2013   | A    |
| Binary Land                                                   | Konami                     | 7 août 2013       | A    |
| Ike Ike! Nekketsu Hockey Bu: Subette Koronde Dairantō)        | Arc System Works           | 7 août 2013       | A    |
| Kekkyoku Nankyoku Daibōken                                    | Konami                     | 21 août 2013      | A    |
| Mappy                                                         | Bandai Namco Entertainment | 28 août 2013      | A    |
| Valkyrie no Bōken: Toki no Kagi Densetsu                      | Bandai Namco Entertainment | 4 septembre 2013  | A    |
| Joy Mech Fight                                                | Nintendo                   | 11 septembre 2013 | A    |
| Kanshaku Tamanage Kantarō no Tōkaidō Gojūsan-tsugi            | Sunsoft                    | 18 septembre 2013 | A    |
| Atlantis no Nazo                                              | Sunsoft                    | 2 octobre 2013    | A    |
| Bubble Bobble                                                 | Square Enix                | 16 octobre 2013   | A    |
| Hanjuku Hero                                                  | Square Enix                | 30 octobre 2013   | A    |
| Chack'n Pop                                                   | Square Enix                | 20 novembre 2013  | A    |
| Star Luster                                                   | Bandai Namco Entertainment | 27 novembre 2013  | A    |
| Final Fantasy                                                 | Square Enix                | 18 décembre 2013  | A    |
| Ganbare Goemon 2                                              | Konami                     | 8 janvier 2014    | A    |
| Front Line                                                    | Square Enix                | 15 janvier 2014   | A    |
| Kage no Densetsu                                              | Square Enix                | 22 janvier 2014   | A    |
| Mighty Final Fight                                            | Capcom                     | 29 janvier 2014   | B    |
| King's Knight                                                 | Square Enix                | 5 février 2014    | A    |
| Final Fantasy II                                              | Square Enix                | 12 février 2014   | A    |
| Bio Miracle Bokutte Upa                                       | Konami                     | 19 février 2014   | A    |
| 2010 Street Fighter                                           | Capcom                     | 26 février 2014   | A    |
| Red Arremer II                                                | Capcom                     | 5 mars 2014       | A    |
| Elevator Action                                               | Square Enix                | 12 mars 2014      | A    |
| SD Gundam World: Gachapon Senshi - Scramble Wars              | Bandai Namco Entertainment | 19 mars 2014      | A    |
| Adventures of Lolo                                            | HAL Laboratory             | 9 avril 2014      | A    |
| Final Fantasy III                                             | Square Enix                | 23 avril 2014     | A    |
| Shadowgate                                                    | Kemco                      | 30 avril 2014     | A    |

1. 1 2 3 4 5 6 7 8 9 10  Ces jeux ont précédemment été disponibles gratuitement pour les ambassadeurs 3DS avant leur sortie publique payante. Les ambassadeurs peuvent télécharger à nouveau les jeux après leur date de sortie pour accéder aux nouvelles fonctionnalités de l'émulation.

### Super Famicom
49 titres initialement sortis sur Super Famicom sont disponibles sur New Nintendo 3DS exclusivement.
| Titre                                                     | Éditeur,    | Date de sortie   | CERO |
| --------------------------------------------------------- | ----------- | ---------------- | ---- |
| F-Zero                                                    | Nintendo    | 4 mars 2016      | A    |
| Mother 2: Gyiyg no Gyakushū                               | Nintendo    | 4 mars 2016      | A    |
| Super Donkey Kong                                         | Nintendo    | 4 mars 2016      | A    |
| Super Mario World                                         | Nintendo    | 4 mars 2016      | A    |
| Zelda no Densetsu: Kamigami no Triforce                   | Nintendo    | 4 mars 2016      | A    |
| Pilotwings                                                | Nintendo    | 6 avril 2016     | A    |
| Super Donkey Kong 2: Dixie and Diddy                      | Nintendo    | 6 avril 2016     | A    |
| Super Metroid                                             | Nintendo    | 6 avril 2016     | A    |
| Contra Spirits                                            | Konami      | 9 mai 2016       | A    |
| Rockman 7: Shukumei no Taiketsu!                          | Capcom      | 9 mai 2016       | A    |
| Rockman X                                                 | Capcom      | 9 mai 2016       | A    |
| Super Donkey Kong 3: Nazo no Krems Shima (                | Nintendo    | 9 mai 2016       | A    |
| Super Mario Kart                                          | Nintendo    | 9 mai 2016       | A    |
| Ganbare Goemon: Yukihime Kyūshutsu Emaki                  | Konami      | 7 juin 2016      | A    |
| Kirby Bowl                                                | Nintendo    | 7 juin 2016      | A    |
| Super Street Fighter II: The New Challengers              | Capcom      | 7 juin 2016      | B    |
| Fire Emblem: Mystery of the Emblem                        | Nintendo    | 22 juin 2016     | A    |
| Chō Makaimura                                             | Capcom      | 20 juillet 2016  | A    |
| Rockman X2                                                | Capcom      | 20 juillet 2016  | A    |
| Street Fighter II′ Turbo: Hyper Fighting                  | Capcom      | 20 juillet 2016  | B    |
| Final Fight                                               | Capcom      | 9 août 2016      | B    |
| Panel de Pon                                              | Nintendo    | 9 août 2016      | A    |
| Street Fighter Zero 2                                     | Capcom      | 9 août 2016      | B    |
| Fire Emblem: Genealogy of the Holy War                    | Nintendo    | 27 août 2016     | A    |
| Akumajō Dracula                                           | Konami      | 21 novembre 2016 | A    |
| Final Fight 2                                             | Capcom      | 21 novembre 2016 | B    |
| Final Fight Tough                                         | Capcom      | 21 novembre 2016 | B    |
| Rockman X3                                                | Capcom      | 21 novembre 2016 | A    |
| Romancing SaGa                                            | Square Enix | 21 novembre 2016 | C    |
| Super Punch-Out!!                                         | Nintendo    | 21 novembre 2016 | A    |
| Tactics Ogre: Let Us Cling Together                       | Square Enix | 21 novembre 2016 | C    |
| Fire Emblem: Thracia 776                                  | Nintendo    | 28 novembre 2016 | B    |
| Kirby no Kirakira Kizzu                                   | Nintendo    | 28 novembre 2016 | A    |
| Live A Live                                               | Square Enix | 28 novembre 2016 | B    |
| Mario no Super Picross                                    | Nintendo    | 28 novembre 2016 | A    |
| Pop'n TwinBee                                             | Konami      | 28 novembre 2016 | A    |
| Super Famicom Wars                                        | Nintendo    | 28 novembre 2016 | A    |
| Akumajō Dracula XX                                        | Konami      | 23 août 2017     | B    |
| Breath of Fire: Ryū no Senshi                             | Capcom      | 23 août 2017     | B    |
| Breath of Fire II: Shimei no Ko                           | Capcom      | 23 août 2017     | A    |
| Demon's Blazon: Makaimura Monshō-hen                      | Capcom      | 23 août 2017     | B    |
| Famicom Tantei Club Part II: Ushiro ni Tatsu Shōjo        | Nintendo    | 23 août 2017     | C    |
| Final Fantasy IV                                          | Square Enix | 23 août 2017     | A    |
| Final Fantasy V                                           | Square Enix | 23 août 2017     | A    |
| Final Fantasy VI                                          | Square Enix | 23 août 2017     | B    |
| Ganbare Goemon 2: Kiteretsu shōgun Magginesu              | Konami      | 23 août 2017     | A    |
| Ganbare Goemon 3: Shishijūrokubē no Karakuri Manji Gatame | Konami      | 23 août 2017     | A    |
| Densetsu no Ogre Battle                                   | Square Enix | 23 août 2017     | C    |
| Romancing SaGa 2                                          | Square Enix | 23 août 2017     | B    |

### PC-Engine
4 titres initialement sortis sur PC-Engine sont disponibles.
| Titre       | Éditeur, | Date de sortie   | CERO |
| ----------- | -------- | ---------------- | ---- |
| Gradius     | Konami   | 25 décembre 2013 | A    |
| The Kung Fu | Konami   | 25 décembre 2013 | A    |
| Alien Crush | Konami   | 26 février 2014  | A    |
| R-Type      | Konami   | 26 février 2014  | A    |

1. ↑  Version occidentale deux-en-un incluant R-Type: Part I et R-Type: Part II.

## Titres retirés de la vente
2 jeux précédemment disponibles ont été retirés de la vente.

### Game Boy
| Titre    | Éditeur                    | Date de sortie   | CERO |
| -------- | -------------------------- | ---------------- | ---- |
| Pac-Man, | Bandai Namco Entertainment | 7 juillet 2011   | A    |
| Tetris,  | Nintendo                   | 28 décembre 2011 | A    |

1. ↑  Disponible jusqu'au 28 avril 2017.
2. ↑  Disponible jusqu'au 1er janvier 2015.

## Titres disponibles dans le cadre d'une promotion spéciale
13 jeux ont été rendus disponibles dans le cadre d'offres promotionnelles.

### Famicom
1 jeu est disponible dans le cadre d'une promotion.
| Titre                         | Éditeur  | Date de sortie  | CERO |
| ----------------------------- | -------- | --------------- | ---- |
| Donkey Kong: Original Edition | Nintendo | 28 juillet 2012 | A    |

1. ↑  Disponible pour les possesseurs de New Super Mario Bros. 2 or L'Infernal Programme d'entraînement cérébral du Dr Kawashima : Pouvez-vous rester concentré ? sur le Nintendo eShop entre le 28 juillet et le 2 septembre 2012.

### Game Boy Color
2 jeux sont disponibles dans le cadre d'une promotion.
| Titre                    | Éditeur  | Date de sortie   | CERO |
| ------------------------ | -------- | ---------------- | ---- |
| Super Mario Bros. Deluxe | Nintendo | 27 janvier 2014  | A    |
| Game Boy Gallery 3       | Nintendo | 21 novembre 2014 | A    |

1. ↑  Disponible pour les utilisateurs ayant enregistré leur Nintendo Network ID avant le 13 janvier 2014. Plus disponible.
2. ↑  Disponible pour les possesseurs ayant enregistré Super Smash Bros. for Nintendo 3DS et Pokémon Rubis Oméga ou Pokémon Saphir Alpha sur Club Nintendo japonais entre le 21 novembre 2014 et la 20 janvier 2015. Plus disponible.

### Game Boy Advance
10 jeux sont disponibles dans le cadre d'une promotion exclusive aux ambassadeurs de la Nintendo 3DS.
| Titre                                                | Éditeur  | Date de sortie   | CERO |
| ---------------------------------------------------- | -------- | ---------------- | ---- |
| F-Zero for Game Boy Advance                          | Nintendo | 16 décembre 2011 | A    |
| Fire Emblem: Seima no Kōseki                         | Nintendo | 16 décembre 2011 | A    |
| Hoshi no Kirby: Kagami no Daimeikyū                  | Nintendo | 16 décembre 2011 | A    |
| Made in Wario                                        | Nintendo | 16 décembre 2011 | A    |
| Mario Kart Advance                                   | Nintendo | 16 décembre 2011 | A    |
| Mario vs. Donkey Kong                                | Nintendo | 16 décembre 2011 | A    |
| Metroid: Fusion                                      | Nintendo | 16 décembre 2011 | A    |
| Super Mario Advance 3: Yoshi Island + Mario Brothers | Nintendo | 16 décembre 2011 | A    |
| Wario Land Advance: Yōki no Otakara                  | Nintendo | 16 décembre 2011 | A    |
| Zelda no Densetsu: Fushigi no Bōshi                  | Nintendo | 16 décembre 2011 | A    |